# プロジェクト・アルファ

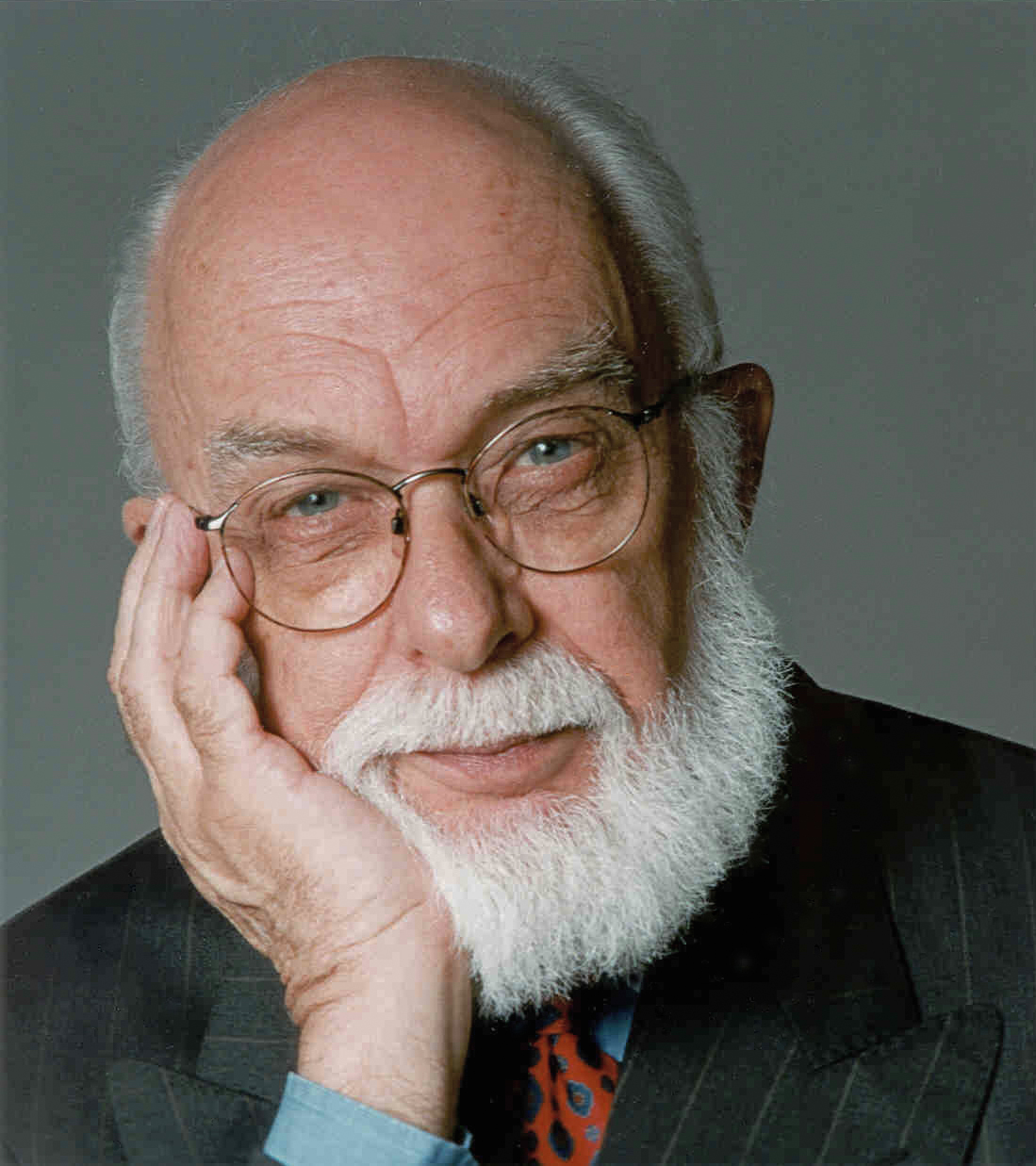
ジェームズ・ランディ

プロジェクト・アルファ（Project Alpha）は、マジシャン・科学的懐疑論者であるジェームズ・ランディが、超常現象に対する科学実験の厳密さを検証するため、超常現象の研究所に超能力者を装ったマジシャンを送り込んだ作戦のコードネームである。
1970年代後半、ランディは新しく設立されたマクドネル超心理学研究所（以下マックラボ）に、超常現象の実験を行う方法について提案するためにコンタクトを取った。同時期に2人の10代の少年がそれぞれ独自にマックラボに超能力者であるとして接触し、1979年から1982年にかけてその被験者として自発的に参加した。彼らはすぐに、他の被験者よりもはるかに優れた超常的な能力を発揮できることを証明した。しかし、後に研究所から、2人の能力が実際には単純な手品であったという報告が流出し始めた。
被験者がランディと関係があるという噂がマックラボの責任者であるピーター・フィリップスに届き、彼が実験のためのより厳格な手順を制定したところ、2人の被験者の結果は急激に低下した。1983年、ランディは記者会見を開き、自らのおとり作戦を暴露した。プロジェクト・アルファをきっかけとして、科学研究への干渉の研究倫理や、既存の超常現象研究の妥当性などについて、さまざまな論争が起こった。この事件は超心理学の分野での分水嶺となる出来事として、現在でも影響力を残している。

## マクドネル心霊現象研究所（マックラボ）
1970年代に、マクドネル・ダグラスの取締役会長で超常現象を信じるジェームズ・スミス・マクドネルは、セントルイス・ワシントン大学に常設の超心理学研究施設を設置する計画を持ちかけた。最終的に、この分野にも興味を持っていた物理学者のピーター・フィリップスは、大学の超心理学研究室を率いることに同意した。フィリップスは、ケンブリッジ大学とスタンフォード大学の両方で物理学の学位を保有していた。1979年、マクドネルはMcDonnell Laboratory for Psychical Research（マクドネル超心理学研究所、マックラボ）の設立と5年間の運営のために50万ドルの助成金を手配した。フィリップスはスプーン曲げに最も興味を持っていた。

## プロジェクト・アルファ実験
この事業の発表を受けて、ジェームズ・ランディは11の落とし穴のリストと、それを回避するための提案をマックラボに手紙で送った。 これらの提案には、実験の手順を厳格に遵守し、被験者が実験中にそれを変更することを許さないようにすることが含まれていた。プロジェクト・アルファについて書く中で、彼は研究機関のSRIインターナショナルでの実験中に手順を変更したユリ・ゲラーを引き合いに出した。ゲラーは何かがうまくいかなかったときは、いつも単に何か他のことを代わりにして、そして研究者はそれを成功した実験結果の証拠として報告していた。
ランディの他の提案には、一度に一つの実験対象物しか使わないことや、使用した対象物に永続的な印をつけ、類似の対象物とすり替えられないようにすることなどがあった。彼はまた、研究者の気が散らないように、部屋にいる人をできるだけ少なくすることも提案した。さらに、ランディは、マジシャンはイカサマを見抜くのに最適な人物であると主張し、無償で実験の監視を申し出た。マックラボに所属する心理学者のマイケル・タルボーンによれば、ランディの「偏見のない批評家というより興行師」という評判と、超能力を主張する者に対する敵意を感じたフィリップスは、ランディの申し出を受け入れなかった。 
応募者を実験しているうちに、ラボは他の応募者よりもはるかに成功した2人の若い男性、スティーブ・ショーとマイク・エドワーズという2人の青年に力を入れ始めた。実際にはこの2人はマジシャンで、研究所の開設が発表されたときにそれぞれ独自にランディに連絡を取り、ランディの支援を得て被験者として参加することを申し出ていた。ランディの彼らへの指示の一部は、もし結果を偽っているのではないかと聞かれたら、本当のことを言うようにというものであった。ランディによれば、彼らはこの質問を直接されることはなかったという。ワシントン大学のスポークスパーソン、フレッド・ボルクマンによれば、「そのような対立が起こったが、（エドワーズとショーは）自白しなかった」。ショーとエドワーズによると、彼らはランディと協同しているかどうかは聞かれず、単にそのような噂があることを教えられたと回想している。

## スティーブン・ショーとマイケル・エドワーズ
研究所の設立が発表されると、マジシャンのマイク・エドワーズ（18歳）とスティーブン・ショー（17歳、現在はバナチェックの名義でマジシャンとして活動）がそれぞれ独立してランディに連絡を取り、ある計画を立てたという。彼らは、調査の最初の段階で、自分たちの技術を使って手品で研究者をだますことをランディに提案した。そして、この2人が被験者に選ばれ、プロジェクト・アルファが始まった。
もともとスプーン曲げから始まったプロジェクトだったので、2人はすぐにそれを達成する方法を編み出した。ランディが手紙で警告した注意事項に反して、この実験では1本ではなく、多数のスプーンにラベルを貼り、紐の輪に紙を張って、永続的な印の代わりにした。スプーンを曲げようとするとき、2人のマジシャンはラベルが邪魔だと言って、ラベルを剥がした。そして彼らは別のラベルに張り替えて待つだけだった。
スプーンは実験前と実験後に測定されたが、あらゆる種類のスプーンが使われたため、ただラベルを張り替えるだけで測定値が異なり、科学者は超常現象が起きたと思い込んだ。また、他のケースでは、片方の手でスプーンを曲げるふりをして科学者の注意をそらし、もう片方の手で膝の上に落としたスプーンを片手でテーブルの下で曲げることもあった。
スタジオではカメラの前にいる人がモニターで自分の姿を見られるように設定されており、さらにビデオテープは誰でも見ることができたので、2人はビデオを使って自分たちの演技を確認した。2人は、最初の実演でわざと失敗し、ビデオを使って、研究者側に見えているものと見えていないものを見つけ出した。そしてビデオに映らないように自分の技を修正した。エドワーズはある特定のカメラマンが指先の手品の試みを捕らえるために警戒していることに気づいたため、彼は1つの実験で彼を支援するためにその男を選び、その後彼は能力の低いカメラマンに置き換えられた。これは手順を変更するなというランディの警告事項に反しており、ランディの助言に従うなら、この時点で実験の実行は中止され失敗として記録されるべきであった。

### その他の実験
エドワーズとショーはスプーン曲げに非常に成功したため、他にもいくつかのテストが考案された。その1つは、封をした封筒に入った絵を渡され、後で見せられたリストの中から絵を特定するように言われたものである。実験では2人は封筒のある部屋に1人で残された。覗き見をする可能性はあるが、後で封筒を調べることで確認できるようになっているとされた。封筒は4本のホッチキスで閉じられており、マジシャンはそれを爪でこじ開けるだけである。彼らは中身の絵を見てから、ホッチキスを同じ穴に再び差し込み、テーブルに押し付けて強制的に閉じることで封筒を再封印した。
別の実験では、彼らは一般的なヒューズの耐久力に影響を与えるよう依頼された。実験はヒューズに電流を流し、ヒューズが切れるまで電流を徐々に増加させ、彼らが精神力でそのタイミングを早めるというものである。2人は数回の試行の後、驚くべき能力を発揮し、慣れるとすぐにヒューズを飛ばせるようになった。実際には2人はすでに切れたヒューズを手の内に隠して、差し替えて機器に影響を与えたり、実験者に返していただけであった。彼らはまた、ホルダー内のヒューズの一方の端を押し下げるか、または単に軽く触れると、測定機器が異常な結果を記録し、研究者がそれを超常現象の効果として解釈することを発見した。
さらに別の例では、ショーとエドワーズは、透明なガラスドームで上から封をされた、針先の上にある軽量の紙のローターなどを動かすように求められた。彼らは最初、何も起こすことができなかったが、その後、ガラスドームが中の物体を入れ替えるために取り除かれていることに気づいた。そこで、金属箔を丸めて、テーブルの上にあるガラスドームを載せていた円形のリング状の台座に落とし込んでみた。すると、ガラスドームを載せた時に片方の縁の下に小さな隙間ができ、そこに息を吹きかけてガラスドームの中の紙を動かすことができた。このほかにも、デジタル時計を正常に動かなくしたり（エドワーズが電子レンジに数秒間入れた）、カメラを見つめるだけでフィルムに映像を映し出したり（ショーがレンズに唾を吐きかける）することができた。
研究者たちは、実験手順の不備を、調査の2つの異なる段階、すなわち探索的な予備実験と正式な実験とを明確に区別したためとして説明した。探索的段階では、研究者は単に、さらに調査する価値のある現象があるかどうかを判断しようとしただけであるとした。その後、より複雑な手順と高価な装置を用いて実験を行うことになる。このように、彼らはまた、超常能力に資すると考えられている快適な、リラックスした雰囲気を設定しようとしていた。 ショーとエドワーズが彼らの超能力の研究者を信じさせることができたのはこの段階であるとしている。

## 暴露と影響
フィリップスは1981年8月の超心理学会の大会のワークショップにて、研究概要を発表することにした。研究者たちの公式見解によると、準備のためにフィリップスはランディにも手紙を書き、手品による金属曲げのビデオテープを要求し、ショーとエドワーズのビデオテープと一緒に上映することになった。研究者たちは、超心理学コミュニティからの批判的な意見を求めており、その後、寄せられた批判を反映した改訂版のアブストラクトを発表した。
マスコミでの発表の後、ランディは再びマックラボに手紙を書き、2人が研究者を騙すためにありきたりな手品を使っていた可能性は十分にあると述べた。また、2人が自分のまわし者であるという話をリークし始めた。この話は、翌月にマックラボで会議が開かれるほどに広く流布された。会議から戻ったフィリップスは、すぐに実験の手順を変更した。ショーとエドワーズは、もはや実験者をそう簡単に騙すことはできず、ほとんどの場合、全く騙せなくなっていることに気づいた。この間、マックラボは成功率について著しくトーンダウンした追加報告を発表し始めた。彼らの言葉を借りれば、「我々は、彼らがイカサマ師に違いないと結論付けたのではなく、大規模なテストの結果、彼らが我々に期待させたほどの超常能力を発揮していなかったということだけである」。
サイコップに所属する社会学者のマルチェロ・トルッツィによれば、精神科医の超常現象研究家のベルトルド・E・シュワルツは「プロジェクト・アルファの主な犠牲者」であるという。シュワルツはショーの超能力に関する論文を書いていたが、論文は出版から取り下げられた。シュワルツ博士が最初にショーと関わったのは、正統派の医学では治療法がない重病の娘を、ショーが超能力を使って助けられるかもしれないとシュワルツが期待したからだ」とトルッツィは付け加えている。ショーは、シュワルツ博士のこのような意図には気づかなかったと述べている。

## プロジェクト・アルファ終了

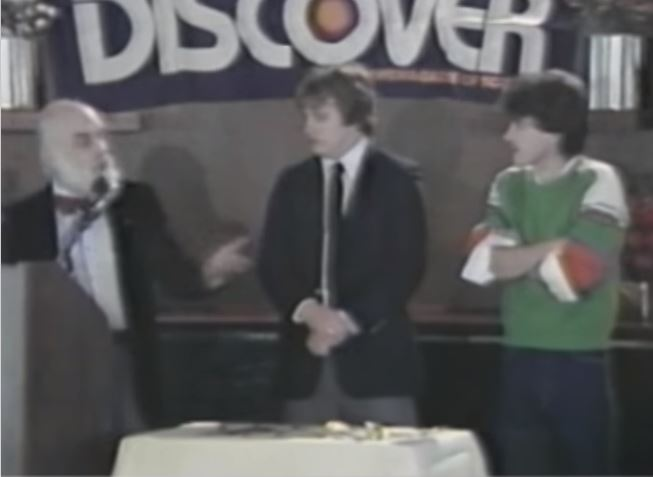
暴露

1983年、ランディはプロジェクトの終了を決定し、記者会見と一般向け科学雑誌のディスカバーで事の一部始終を発表した。記者会見でランディは2人の被験者を超能力者として紹介し、どのようにして結果を出したのかと尋ねたところ、マイケル・エドワーズは「正直に言うと、我々は不正をしています」と答えた。手品で研究者たちを欺いたことに対する反応は、極めて好意的なものから批判的なものまで多岐にわたった。
科学的懐疑論者のマーティン・ガードナーはこのおとり調査を画期的なものと呼んだ。ランディ側の行為を非倫理的とする非難に対抗するため、ガードナーは別の類似の事例としてN線の「発見」を挙げている。超常現象研究家のロイド・アウエルバッハは、ランディの記者会見の研究所への通知が会見までに48時間なかったことと、フィリップスがそれに招待されていなかった事実に着目し、ランディの動機が科学的研究なのかショーマンシップなのかに疑問を呈した。
アメリカ中央情報局（CIA）は、SRIインターナショナルに委託していた超常能力に関するCIAの研究に対する議会の資金援助への影響を懸念し、ランディを内部メモで「重大な歪曲」と非難し、「この超心理学分野への最近の不利な宣伝は、グリルフレーム・プロジェクトにいかなる悪影響も及ぼすべきではない」と述べた。
1979年にマックラボの開設資金を提供したジェームズ・スミス・マクドネルは1980年8月22日に死去した。1985年、資金が得られないままマックラボはその扉を閉じた。

## ギャラリー
- 2008年インタビュー - ランディとエドワーズ pt. 1
- 2008年インタビュー - ランディとエドワーズ pt. 2